# Lágrimas del dragón
Lágrimas del dragón (en hangul, 용의 눈물; en hanja, 龍의 눈물; romanización revisada, Yong-ui nunmul; McCune-Reischauer, yongŭi nunmul) es una serie de televisión histórica surcoreana emitida originalmente por KBS 1TV, desde el 24 de noviembre de 1996 hasta el 31 de mayo de 1998 y protagonizada por Kim Mu Saeng y Yoo Dong Geun.
Debido al éxito, con cuotas por sobre el 20%, fue extendida de 104 a 127 episodios y posteriormente a 159. Tuvo un costo de producción de ₩ 16 mil millones y fue ampliamente reconocida con diversos premios. En 2014, la historia de la serie fue revivida en una nueva versión, titulada Jeong Do Jeon transmitida por KBS 1TV igualmente.

## Reparto

### Principal
- Kim Mu Saeng como Rey Taejo.
- Yu Dong Geun como Rey Taejong.
- Kim Yeong Lan como Reina Shindeok.
- Choi Myeong Gil como Reina Wongyeong.
- Kim Heung Gi como Jeong Do Jeon.
- Lee Min Woo como Príncipe Yangnyeong.
- An Jae Mo como Rey Sejong.

### Secundario
- Kim Hye Ri como Concubina Hyo.
- Tae Min Young como Rey Jeongjong.
- Kang In Duk como Lee Ji Ran.
- Kim Joo Young como Príncipe Hoean.
- Jung Tae Woo como Príncipe Mooan.
- Jang Sung Won como Príncipe Hyoryeong.
  - Seo Sang Won como Príncipe Hyoryeong (Joven).
- Kim Heung Ki como Jeong Do Jeon.
- Sun Dong Hyuk como Lee Suk Beon.
- Song Jae Ho como Min Je.
- Shin Dong Hoon como Min Moo Gu.
- Lee Young Hoo como Nam Eun.
- Park Jin Sung como Hwang Hee.
- Jang Hang Sun como Jo Young Moo.
- Im Hyuk como Ha Ryun.
- Na Han Il como Min Moo Ji.
- Han Young Sook como Reina Shinui.
- Kim Young Ran como Reina Shindeok.
- Park Yoon Sun como Príncipe Jeongan.
- Ahn Yeon Hong como Sr. Kim.
- Im Seo Yeon como Reina Soheon.
- Choi Dong Joon como Príncipe Ikan.
- Lee Jae Eun como Princesa Heredera Yoo.
- Lee Bo Hee como Concubina Seon
- Song Yoon Ah como Sr. Jung.
- Kim Jong Kyul como Byun Gye Ryang.
- Ha Ji Won como Na In / Concubina So.
- Ahn Byung Kyung como Lee Oh Bang.
- Seo Hoo como Chang Wang.
- Ahn Dae Yong como Jo Bak.
- Im Byung Ki como Park Eun.
- Na Kyung Mi
- Kang Ki Hwa
- Jang Seo Hee
- Park Sang Jo
- Jo In Pyo

## Emisión internacional
- Japón: BS Nippon (2008) y Sun TV (2012).